# فولفغانغ يونارد
فولفغانغ يونارد (بالألمانية: Wolfgang Leonhard)‏ (و. 1921 – 2014 م) هو كاتب، ومؤرخ، وأستاذ جامعي من ألمانيا . ولد في فيينا.
توفي في دييون ألمانيا.

## مناصب وهيئات
أدار Parteihochschule Karl Marx (1947–1949)، وجامعة كولومبيا.

## جوائز
حصل على جوائز منها:
- وسام الجدارة من الدرجة الأولى صنف الاستحقاق من جمهورية ألمانيا الاتحادية
- Austrian Decoration for Science and Art.

## روابط خارجية
- فولفغانغ يونارد على موقع IMDb (الإنجليزية)
- فولفغانغ يونارد على موقع مونزينجر (الألمانية)
- فولفغانغ يونارد على موقع ديسكوغز (الإنجليزية)